# Eugeniusz Jarra
Eugeniusz Jarra (ur. 19 grudnia 1881 w Warszawie – zm. 28 sierpnia 1973 w Oksfordzie) – historyk filozofii prawa i myśli politycznej, prawnik, dziekan Wydziału Prawa Uniwersytetu Warszawskiego 1924–1928, wykładowca Uniwersytetu Oksfordzkiego, działacz emigracji polskiej.
Syn Ludwika. W 1927 ożenił się z Zofią Leszczyńską. Wykładowca Filozofii Prawa i Historii Filozofii Prawa na Uniwersytecie Warszawskim i Szkole Głównej Handlowej. Po agresji Niemiec i ZSRR na Polskę we wrześniu 1939 na uchodźstwie we Francji, następnie w Wielkiej Brytanii. Profesor Uniwersytetu Oksfordzkiego. Członek korporacji Aquilonia. Członek założyciel Polskiego Towarzystwa Naukowego na Obczyźnie. W 1938 odznaczony Krzyżem Komandorskim Orderu Odrodzenia Polski. Doktor honoris causa uniwersytetu w Lille (1933).
Pochowany na cmentarzu Powązkowskim (kwatera 28 wprost-3-22/23).

## Prace
- Idea państwa u Platona i jej dzieje, Warszawa 1918 wyd. Gebethner i Wolff
- Ogólna teorja prawa, Warszawa 1920, wyd. Gebethner i Wolff
- Historja filozofji prawa, Warszawa 1923 wyd. Gebethner i Wolff
- Wawrzyniec Goślicki jako filozof prawa, Warszawa 1931
- Monumentum Ostroroga w świetle filozofji prawa, Warszawa 1933
- Le Bodinisme en Pologne au XVIIe siècle, Paris 1933
- Szkody moralne a polski kodeks zobowiązań, Warszawa 1935
- Jedność obywatelska w dziejach filozofii prawa, Warszawa 1937
- La concorde civique et la constitution de la Republique de Pologne, Warszawa 1937
- Człowiek a władza Londyn bdw (ca 1949)
- Socjologia katolicka Londyn  1953, miesięcznik Sodalis Marianus,
- Nauka społeczna kardynała Augusta Hlonda Prymasa Polski Londyn 1958 Wyd. Veritas
- Ks. dr Jerzy Matulewicz na tle epoki : odnowiciel Zgromadzenia XX marianów, biskup wileński, Londyn 1961
- Myśl społeczna o. Stanisława Papczyńskiego założyciela Marianów, Stockbridge 1962
- Wskazania socjologiczne encykliki papieża Jana XXIII "Matka i Mistrzyni", Londyn 1962
- Historia Polskiej Filozofii Politycznej 966-1795, Londyn 1968, Wyd. Orbis.
- Wspomnienia o Uniwersytecie Warszawskim : 1915-1939, Londyn 1972